# Subiaco Oval
Das Subiaco Oval war ein Rugby- und Fußballstadion im Vorort Subiaco der australischen Stadt Perth, Bundesstaat Western Australia. Bis zur Eröffnung des Perth Stadium, am 21. Januar 2018, war es das größte Stadion der Stadt. Es fasste bis zu 42.922 Zuschauer und war unter anderem Austragungsort von Rugby-Union-Spielen der australischen Nationalmannschaft und der Western Force. Zudem fanden im „Subi“ auch verschiedene Spiele im Australian Football sowie vereinzelt Konzerte statt.

## Geschichte
Der Grundstein für das Subiaco Oval wurde 1908 gelegt, zum damaligen Zeitpunkt war der Ort noch als Mueller Park bekannt. 1969 wurden die ersten größeren Tribünen gebaut, die bis zu den 1990er Jahren stetig erweitert wurden. 1997 gab es die ersten Flutlichtanlagen. Zwei Jahre später folgte die bislang letzte Modernisierung, als das Subiaco Oval in ein reines Sitzplatzstadion umgebaut wurde. Aufgrund seiner für Australian Football extremen Ausmaßen von 175 × 122 Meter wurde es von einigen Gegnern „The House of Pain“ (deutsch Das Haus des Schmerzes) genannt, da die ungewohnten Maße häufig zu hohen Niederlagen der Gastmannschaften führen. Das Stadion war einer der Austragungsorte der Rugby-Union-Weltmeisterschaft 2003.
2003 versuchte das Telekommunikationsunternehmen Crazy John’s Namenssponsor zu werden, die Besitzer lehnten jedoch das Angebot ab. Man wollte den Stadionnamen nicht an einen kommerziellen Anbieter verkaufen. 2005 gab es Anstrengungen, das Stadion in „ANZAC Field“ umzubenennen, der zuständige Minister legte jedoch sein Veto ein.
Der westaustralische Verband, der für den Australian Football in der Region zuständig ist, plante 2005 die Kapazität auf bis zu 60.000 zu erhöhen und die Infrastruktur zu erweitern. Dieses Vorhaben sollte 235 Millionen AUD kosten und löste eine breite öffentliche Debatte aus. Der Bedarf nach einem größeren Stadion war zumindest gegeben, da alleine das Team West Coast Eagles 42.000 Dauerkarten im Jahr 2005 verkauft hatte. In den folgenden Monaten wurden verschiedenste Modelle vorgestellt. Im Juli 2007 gab die Regierung Westaustraliens bekannt, dass man eher ein neues Stadion mit 60.000 Plätzen bauen will, als das Subiaco Oval zu erweitern. Seit dem Tod von Kommentator Wally Foreman wurde spekuliert, dass das neue Stadion nach ihm benannt werden könnte. 2008 gab die Regierung bekannt, dass das Subiaco Oval abgerissen wird, um die neue Multifunktionsarena am selben Ort zu bauen. Das neue Stadion sollte zwischen 2011 und 2016 errichtet werden, wobei der Abriss des Ovals zwischen 2014 und 2016 erfolgen sollte.
Im November 2019 war der Abriss des Subiaco Oval abgeschlossen.
Das Subiaco Oval war neben den verschiedenen Sportarten auch Veranstaltungsort von Konzerten. So traten hier u. anderem Led Zeppelin, Paul McCartney, Robbie Williams und Adele auf. Allerdings hatte das Stadion einen schlechten Ruf, was die Akustik bei Konzerten betrifft. Da es in der Region um Perth aber keine andere Arena mit ähnlichen Ausmaßen gab, bis die Perth Arena am 10. November 2012 eröffnet wurde, griff man trotzdem auf das Subiaco Oval zurück.

## Galerie

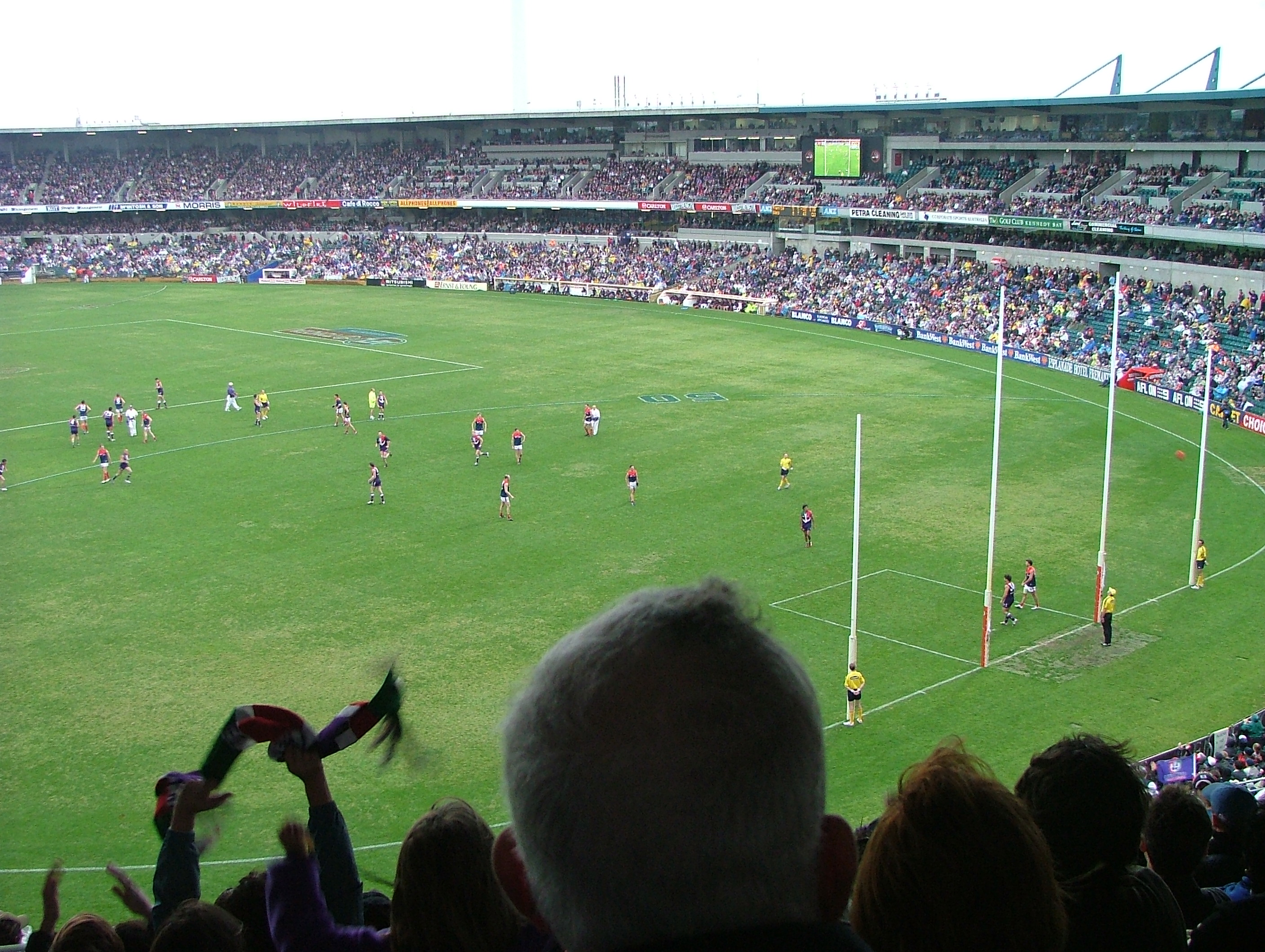
Australian Football im Subiaco Oval
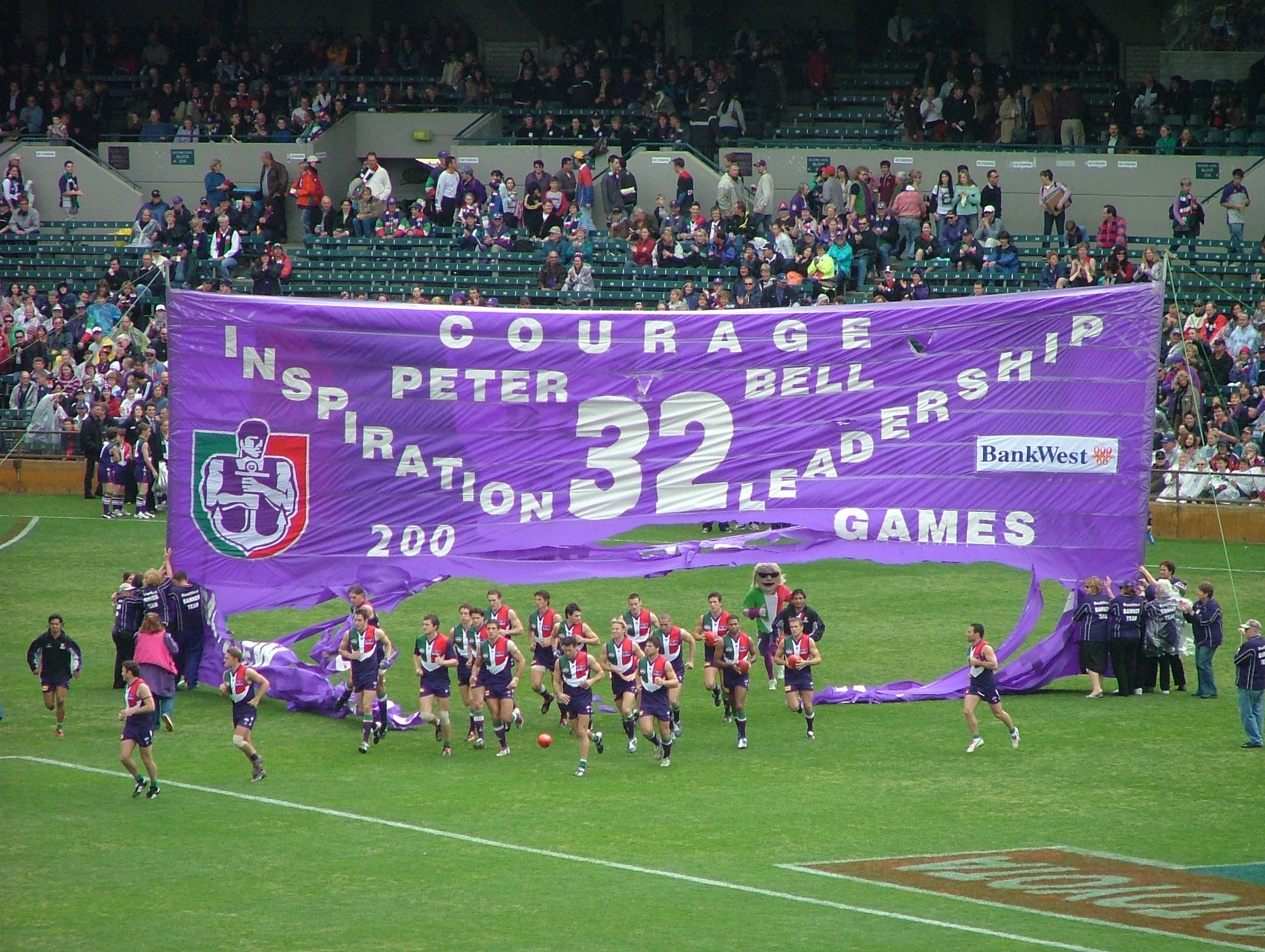
Einlauf der Fremantle Dockers